# Сидорков, Константин Юрьевич
Константи́н Ю́рьевич Сидорко́в (род. 13 марта 1995, Ульяновск) — российский медиаменеджер. В период с 2011 по 2024 годы занимал различные руководительные должности в компаниях NRJ, «ВКонтакте» и VK. С 2024 года по настоящее время работает в «Яндексе», занимая должность ответственного за коммуникацию с селебрити в развлекательных сервисах компании.
В 2021 году российский Forbes признал Сидоркова одним из выдающихся управленцев в ежегодном рейтинге «30 до 30».

## Биография и карьера
Родился 13 марта 1995 года в Ульяновске. В 2001 году вместе с семьёй переехал в Люберцы.
В 2007 году вместе со своим другом запустил интернет-радиостанцию «Радио Premium».
В 2011 году занимал должность интернет-маркетолога на радио NRJ. Проработав там несколько лет, увеличил аудиторию социальных сетей радио до одного миллиона подписчиков.
В 2014 году начал работать во «ВКонтакте». Полтора года занимал должность менеджера специальных проектов; около трёх с половиной лет — директора по работе с партнёрами; около полутора лет — директора по стратегическим коммуникациям; около трёх с половиной лет — директора по развитию музыкальных проектов головной организации «ВКонтакте» — VK (бывш. Mail.ru Group). Помимо этого, с 2015 по 2024 годы являлся главным организатором фестиваля VK Fest. 26 августа 2024 года Сидорков объявил об уходе из VK.
19 сентября 2024 года перешёл в «Яндекс», заняв должность ответственного за работу с исполнителями, актёрами и спортсменами в «Яндекс Музыке», «Кинопоиске», «Букмейте» и других развлекательных сервисах компании.

## Образование
В 2010—2015 годах обучался в московском Государственном университете управления на профессии «менеджмент в шоу-бизнесе».

## Иная деятельность
В 2023 году был федеральным спикером Разговоров о важном[значимость факта?].

## Признание
В 2021 году Константин Сидорков стал лауреатом ежегодного рейтинга «30 до 30» издания «Forbes Россия» в категории «Управление».